# Sikovo
Sikovo falu Horvátországban Zára megyében. Közigazgatásilag Sveti Filip i Jakovhoz tartozik.

## Fekvése
Zárától légvonalban 20 km-re, közúton 25 km-re délkeletre, Biogradtól légvonalban 7 km-re, közúton 10 km-re északra, Dalmácia északi részén, Ravni kotar egy termékeny völgyében fekszik.

## Története
Sikovo története a 12. századig nyúlik vissza, amikor horvát királyi birtok volt. Erről egy korabeli okirat ad bizonyságot, amely "regalis terra in Sichoua" illetve "de regali terra in Sichoua" alakban említi. A továbbiakban osztozott a többi ravni kotari település sorsában. A török támadások hatására a 16. században Sikovo is elnéptelenedett, majd a 17. században a hátországból származó lakosokkal telepítették be. Lakóinak megélhetési alapja a föld volt, melyet megműveltek és terményeiből éltek. Mellette a szőlő- és olajfaültetvények nyújtottak bevételt a családok számára. A település 1797-ig a Velencei Köztársaság része volt, majd miután a francia seregek felszámolták a Velencei Köztársaságot és a campo formiói béke értelmében osztrák csapatok szállták meg. 1806-ban a pozsonyi béke alapján az Első Francia Császárság Illír Tartományának része lett. 1815-ben a bécsi kongresszus újra Ausztriának adta, amely a Dalmát Királyság részeként Zárából igazgatta 1918-ig. A településnek 1857-ben 67, 1910-ben 104 lakosa volt. Az első világháború után előbb a Szerb-Horvát-Szlovén Királyság, majd Jugoszlávia része lett. A második világháború idején a szomszédos településekkel együtt Olaszország fennhatósága alá került. Az 1943. szeptemberi olasz kapituláció után horvát csapatok vonultak be a településre, amely ezzel visszatért Horvátországhoz. A településnek 2011-ben 374 lakosa volt, akik főként mezőgazdasággal és állattenyésztéssel foglalkoztak.

## Lakosság
| Lakosság változása | Lakosság változása | Lakosság változása | Lakosság változása | Lakosság változása | Lakosság változása | Lakosság változása | Lakosság változása | Lakosság változása | Lakosság változása | Lakosság változása | Lakosság változása | Lakosság változása | Lakosság változása | Lakosság változása | Lakosság változása |
| ------------------ | ------------------ | ------------------ | ------------------ | ------------------ | ------------------ | ------------------ | ------------------ | ------------------ | ------------------ | ------------------ | ------------------ | ------------------ | ------------------ | ------------------ | ------------------ |
| 1857               | 1869               | 1880               | 1890               | 1900               | 1910               | 1921               | 1931               | 1948               | 1953               | 1961               | 1971               | 1981               | 1991               | 2001               | 2011               |
| 67                 | 0                  | 115                | 40                 | 32                 | 104                | 158                | 171                | 245                | 288                | 339                | 374                | 477                | 497                | 377                | 374                |

| 2021 | 365 |

## Nevezetességei
Tavelics Szent Miklós tiszteletére szentelt temploma 1977-ben épült. Egyhajós épület sekrestyével, márvány szembemiséző oltárral, szentségtartóval és Páduai Szent Antal szobrával. Szolgálatát Sveti Filip és Jakovról látják el. A falu Szent János, Szent Rókus, a Nagyboldogasszony és Szent Miklós ünnepét is megüli. Ennek az az oka, hogy az egykor betelepült lakosság magával hozta egykori faluja védőszentjének tiszteletét. Ezért itt évente négy alkalommal tartanak fesztivált.